# Krpeľany
Krpeľany este o comună slovacă, aflată în districtul Martin din regiunea Žilina, pe malul râului Váh. Localitatea se află la altitudinea de 418 m deasupra n.m., se întinde pe o suprafață de 13,89 km2 și în 2017 număra 1.102 locuitori. Se învecinează cu comuna Šútovo.

## Istoric
Localitatea Krpeľany este atestată documentar din 1430.

## Demografie
| An:                | 1994 | 2004   | 2014   | 2024   |
| ------------------ | ---- | ------ | ------ | ------ |
| Număr de persoane: | 1062 | 1094   | 1106   | 1059   |
| Diferență:         |      | +3,01% | +1,09% | −4,24% |

| An:                | 2023 | 2024   |
| ------------------ | ---- | ------ |
| Număr de persoane: | 1062 | 1059   |
| Diferență:         |      | −0,28% |